# Klečaty
Klečaty (německy Kletschat) jsou malá vesnice, část obce Zálší v okrese Tábor v Jihočeském kraji. Nachází se asi dva kilometry severozápadně od Zálší. Je zde evidováno 40 adres. V roce 2011 zde trvale žilo 57 obyvatel.
Klečaty jsou také název katastrálního území o rozloze 4,11 km² – v části tohoto katastrálního území se rozkládá přírodní památka Veselská blata.
Klečaty jsou architektonicky zajímavou vesnicí v regionu tzv. Soběslavských Blat, pro kterou je typická architektura tzv. Selského baroka. Roku 1995 byly Klečaty vyhlášeny vesnickou památkovou rezervací. Původní název vesnice byl Klečata, pocházel nejspíše ze zakrslých borovic tzv. kleče, která hojně roste na okolních rašeliništích.

## Historie
První písemná zmínka o vesnici pochází z roku 1379.
První zmínky o obci pochází z doby 11. – 12. století, kdy se na okrajích zdejších rašelinišť začali usazovat první obyvatelé. Těm se zde zalíbilo především proto, že zdejší rašeliniště se po odvodnění stávala velice vhodná pro zemědělství. Do roku 1354 patřila obec Klečata (tehdejší název) stejně jako sousední Zálší pánům z Hradce (rod Vítkovců). Od roku 1354 do roku 1466 patřili Vítkovcům z Třeboně a později připadli Rožmberkům. Ti později Klečaty, stejně jako ostatní vesnice v jejich majetku, prodali roku 1586 hraběti Jiřímu Vratislavovi z Vratislavové z Mitrovic. Jeho rodu náležely Klečaty až do zrušení roboty v roce 1848.

## Obyvatelstvo
| Rok            | 1869 | 1880 | 1890 | 1900 | 1910 | 1921 | 1930 | 1950 | 1961 | 1970 | 1980 | 1991 | 2001 | 2011 | 2021 |
| -------------- | ---- | ---- | ---- | ---- | ---- | ---- | ---- | ---- | ---- | ---- | ---- | ---- | ---- | ---- | ---- |
| Počet obyvatel | 219  | 220  | 221  | 228  | 235  | 187  | 210  | 151  | 129  | 123  | 79   | 65   | 60   | 57   | 37   |
| Počet domů     | 37   | 36   | 37   | 37   | 37   | 37   | 41   | 42   | 35   | 35   | 30   | 35   | 36   | 37   | 37   |

## Obecní správa
Při sčítání lidu v letech 1850–1879 Klečaty byly osadou obce Zálší v okrese Tábor. V letech 1880–1963 byly samostatnou obcí, se kterým patřily nejprve do okresu Tábor, ale v roce 1950 v okrese Soběslav. V letech 1964–1980 byly znovu částí obce Zálší v okrese Tábor. Od 1. července 1980 do 23. listopadu 1990 byly částí obce Borkovice v okrese Tábor. Od 24. listopadu 1990 jsou opět částí obce Zálší v okrese Tábor.

## Pamětihodnosti
- Klečatská náves se staveními zdobenými ve stylu selského baroka je trojúhelníkového tvaru.
- Statek čp. 6 z roku 1861
- Špýchar u stavení čp. 13 z roku 1862
- Statek čp. 25 z roku 1893
- Kaplička stojí uprostřed návsi a je zasvěcena Nejsvětější Trojice. Postavil ji okolo roku 1800 konšel Jakuba Žák. Dochovanou podobu získala kaplička po rekonstrukci v roce 1903.
- Pomník padlým z první světové války u severní strany kapličky
- Boží muka v polích na jih od vesnice
- Kamenný kříž na severním okraji vesnice

## Fotogalerie

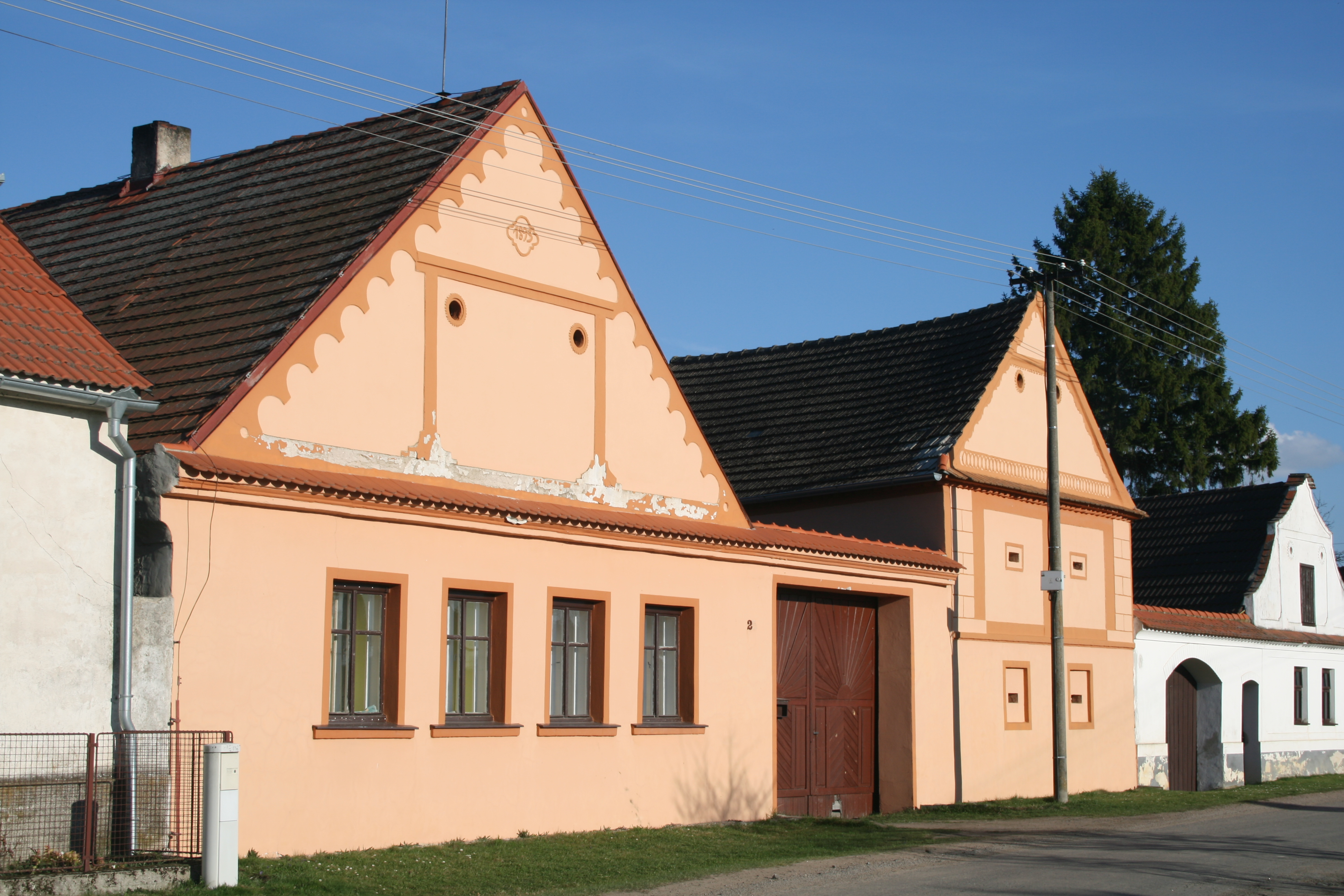
Čp. 2
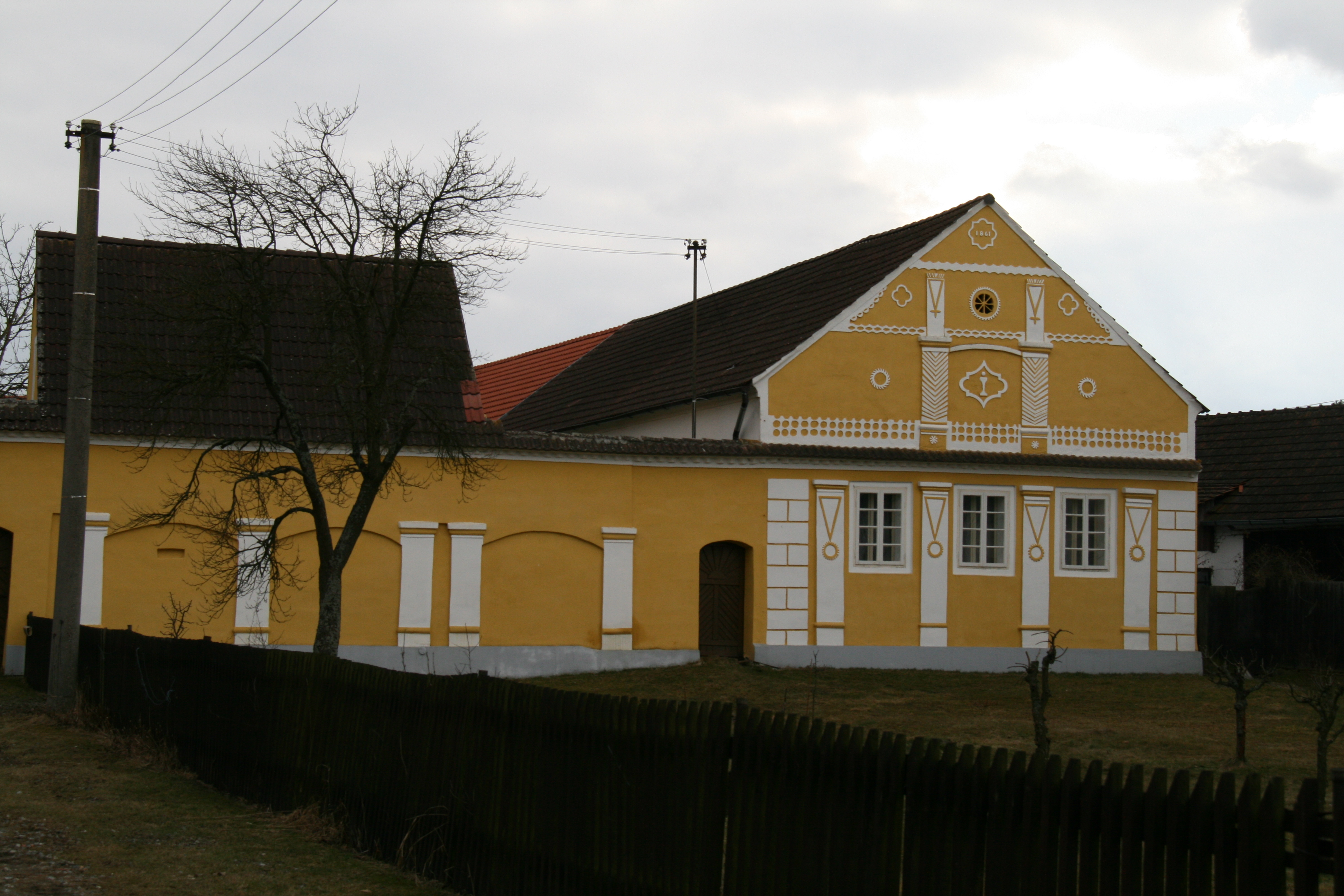
Čp. 6
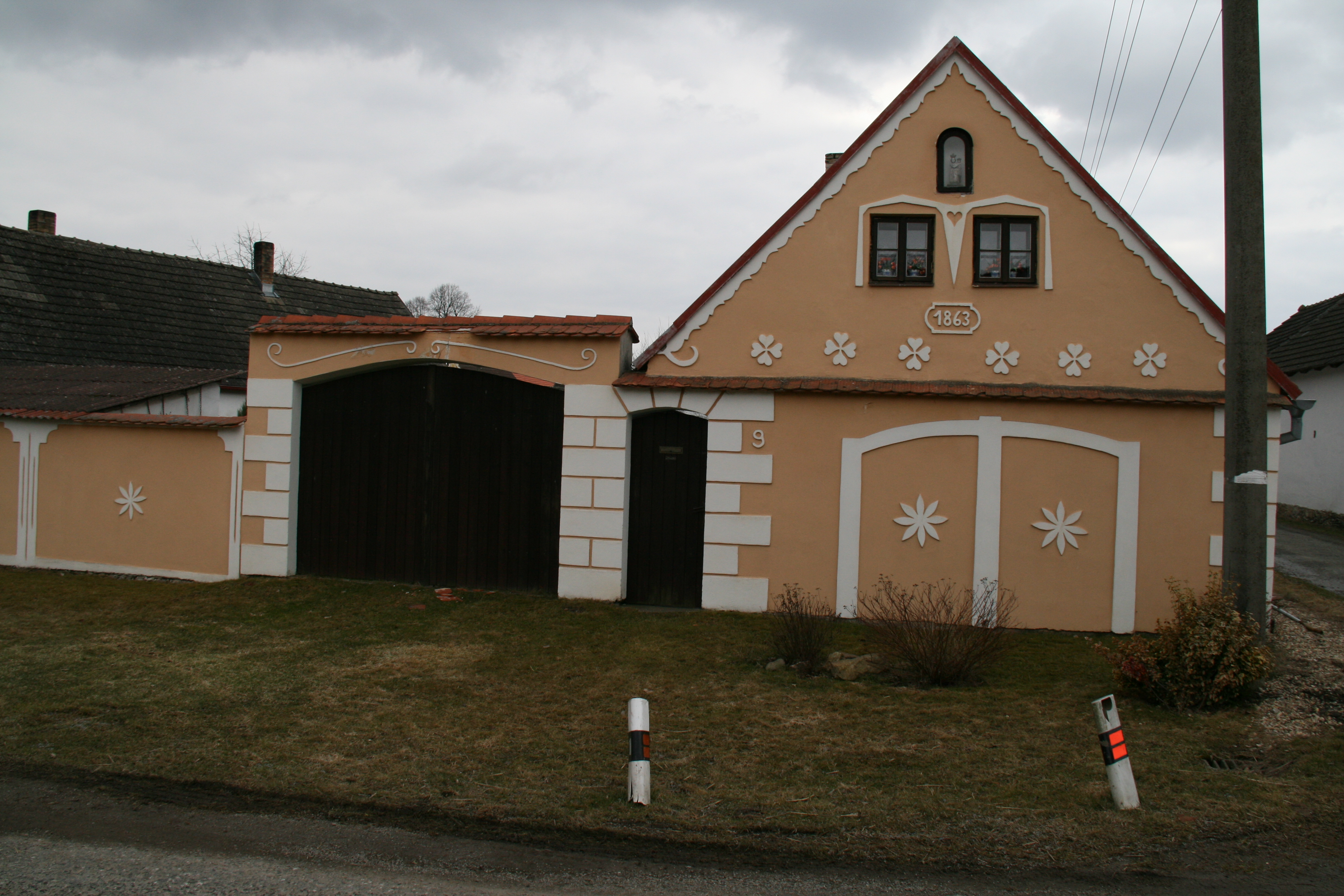
Čp. 9
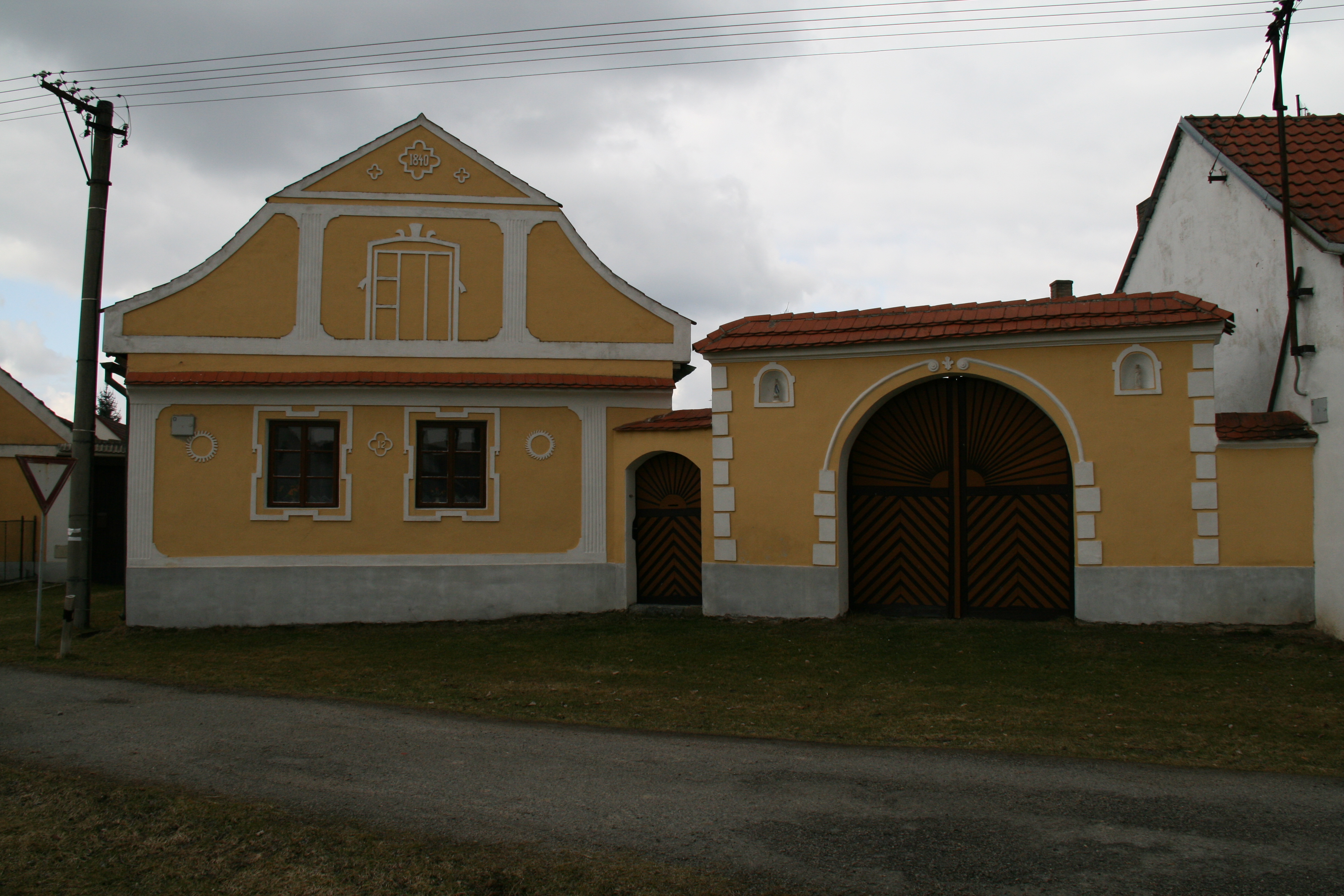
Čp. 12
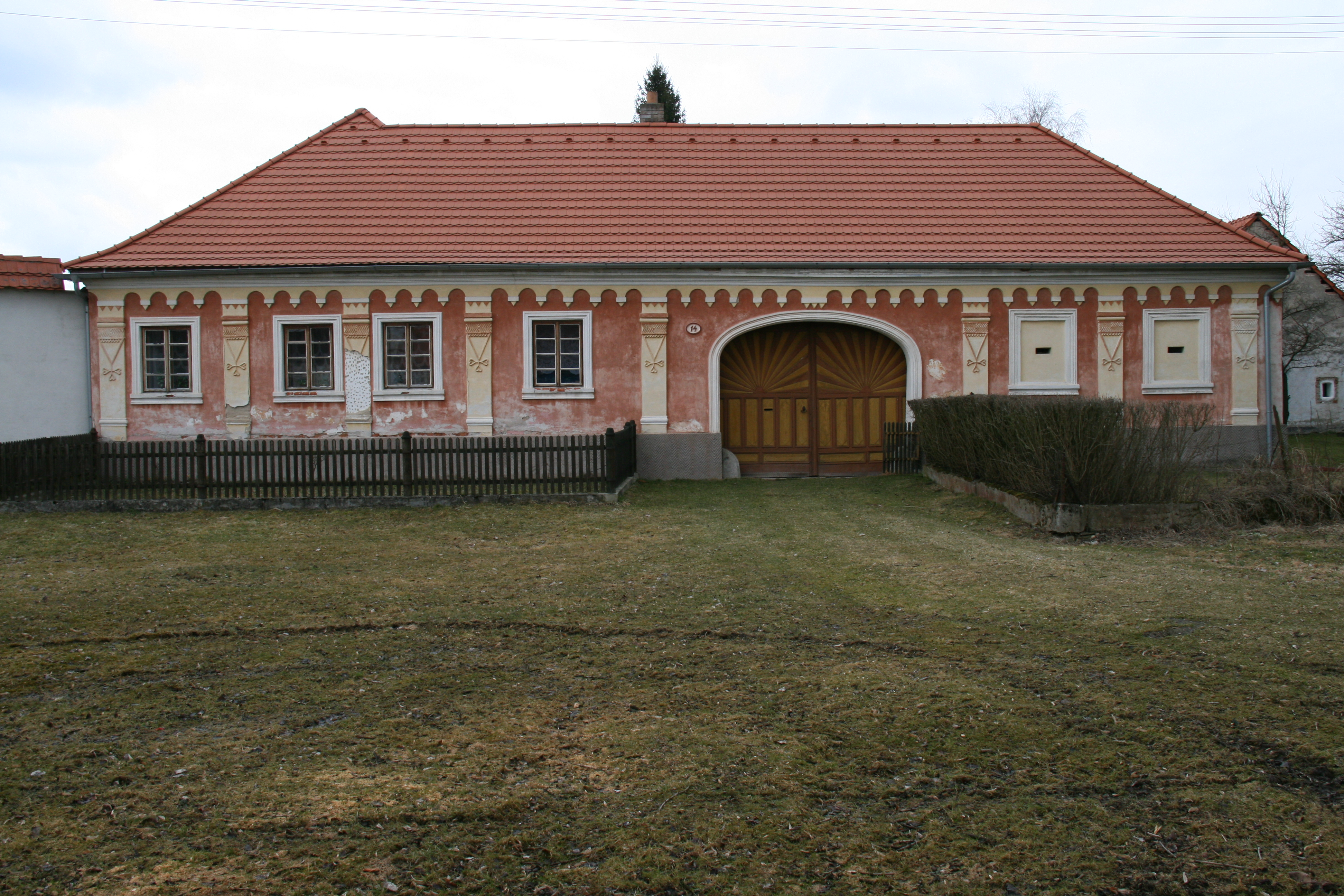
Čp. 14
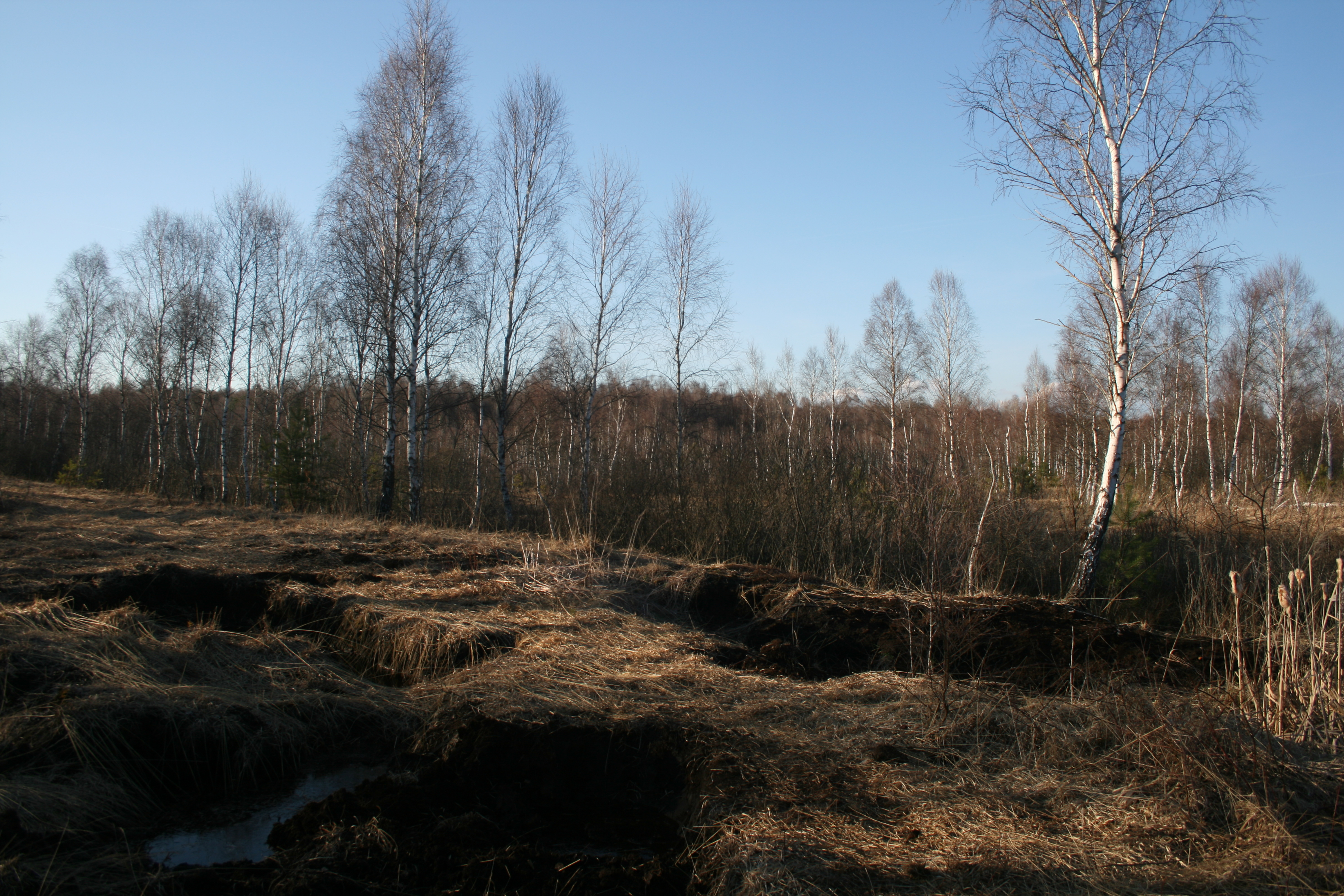
Místo pro těžbu rašeliny
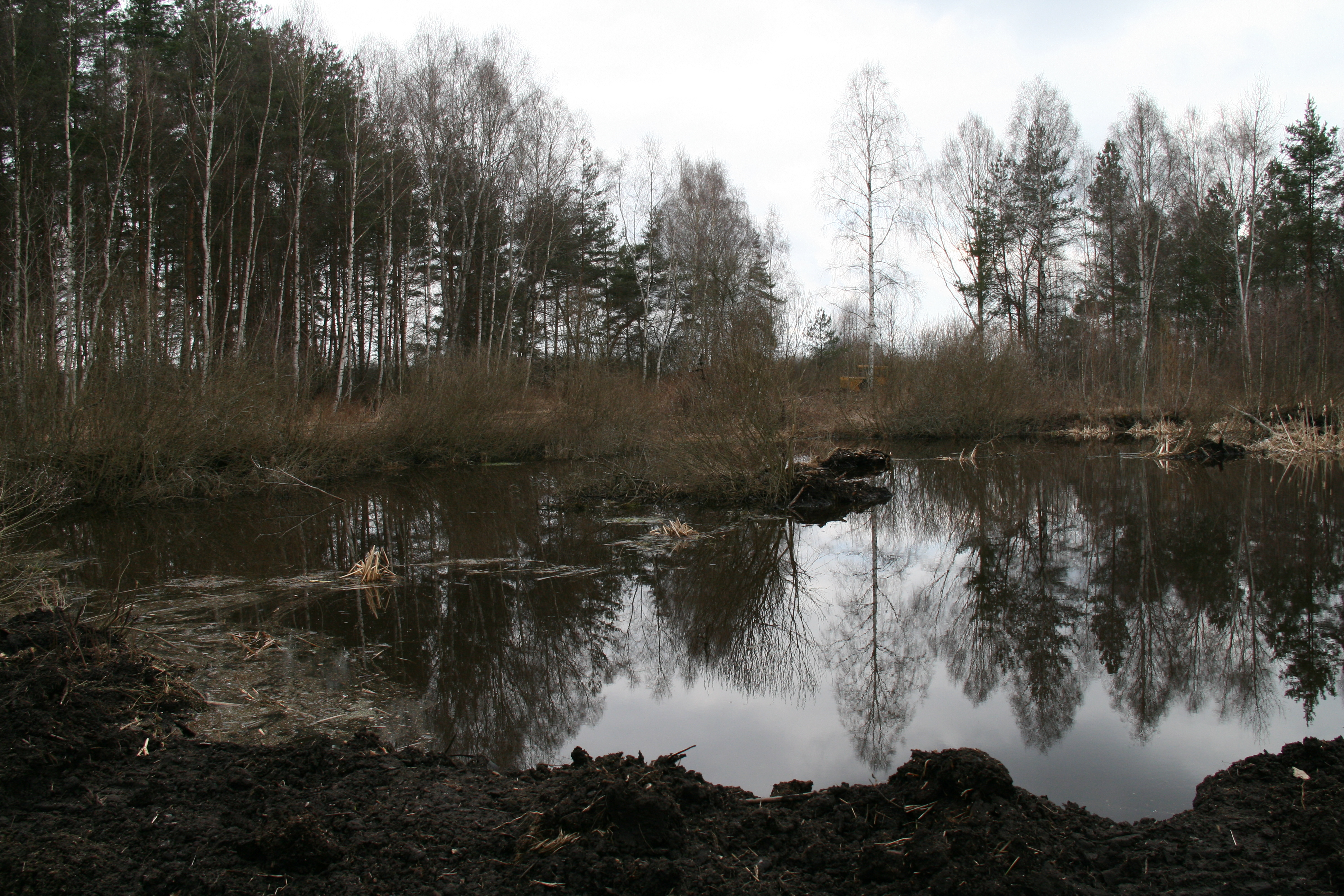
Místo pro těžbu rašeliny